# Діппах (Тюрингія)
Діппах (нім. Dippach) — громада в Німеччині, розташована в землі Тюрингія. Входить до складу району Вартбург. Складова частина об'єднання громад Берка/Верра.
Площа — 6,07 км2. Населення становить Невірний параметр metadata 16 063 017 ос. (станом на 31 грудня 2021).

## Галерея

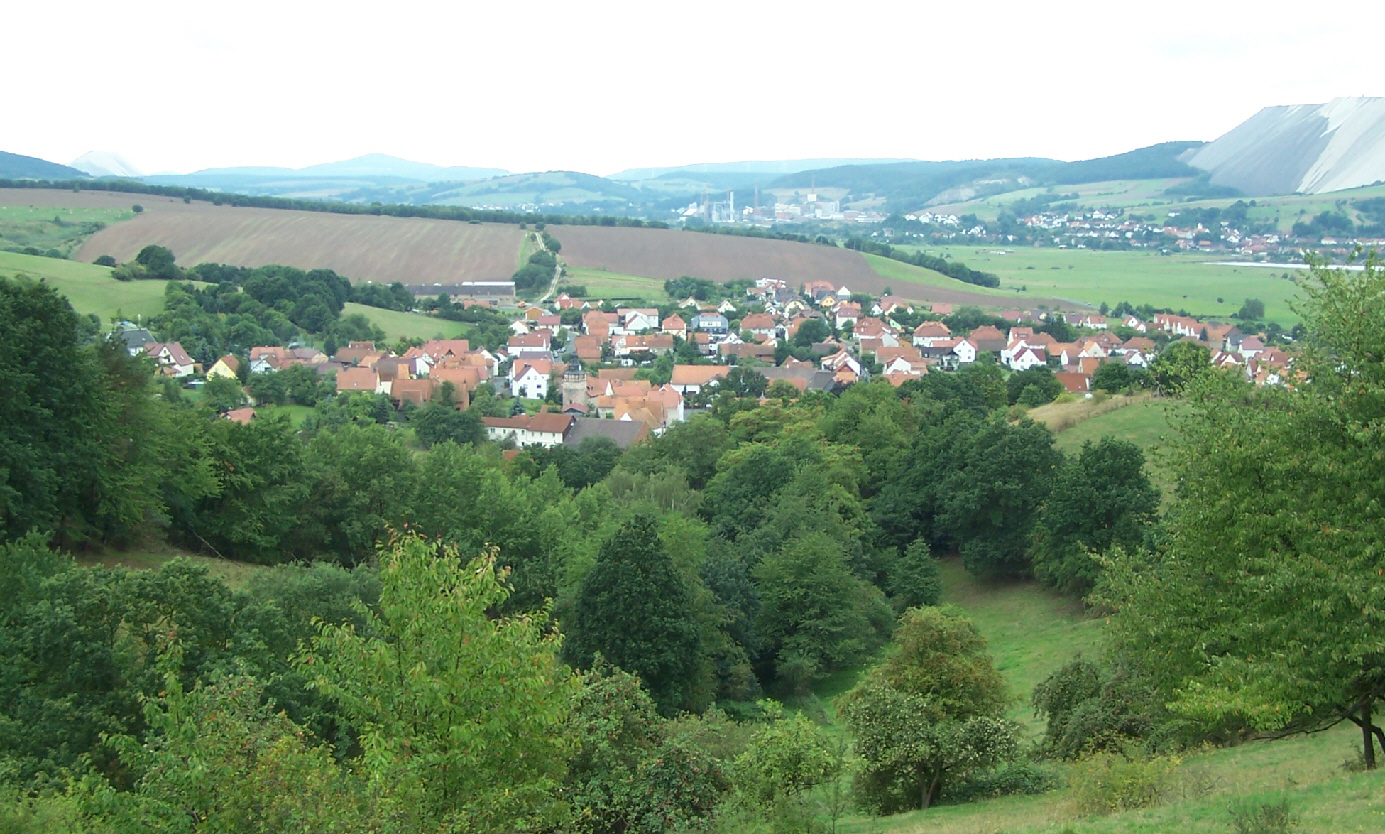